# Iranis
Pour les articles homonymes, voir Irani (homonymie).
Les Iranis sont une communauté ethno-religieuse de zoroastriens qui ont émigré d'Iran vers l'Asie du Sud au XIXe siècle.
Ils sont culturellement, linguistiquement et socialement distincts des Parsis — aussi zoroastriens — qui ont émigré de la Grande Perse vers le sous-continent indien plusieurs siècles avant les Iranis. Ces derniers ayant fui la persécution des zoroastriens lorsque l’Iran était sous domination kadjare, entre la fin du XIXe et le début du XXe siècle.